# 필라델피아 특명 2
《필라델피아 특명 2》(Philadelphia Experiment II)는 미국에서 제작된 스티븐 콘웰 감독의 1993년 영화이다. 1984년 영화 《필라델피아 특명》의 후속작이지만 전작 영화의 등장인물은 2명만 이 영화와 겹친다. 브래드 존슨 등이 주연으로 출연하였고 마크 레빈슨 등이 제작에 참여하였다.

## 출연

### 주연
- 브래드 존슨
- 마리엔 홀든
- 게리트 그라함
- 존 크리스티안 그라스
- 제프리 블레이크
- 리사 로빈스

### 조연
- 데이빗 웰스
- 래리 세더
- 알 퍼글리즈
- 제임스 그린

## 한국어 더빙 성우진(SBS, 1996년 3월 22일)
- 엄주환 - 데이비드 (브래드 존슨)
- 이진화 - 제시 (마리엔 홀든)
- 장정진 - 말러 (게리트 그라함)
- 강미형 - 벤자민 (존 크리스찬 그라스)
- 손원일 - 로건 (제프리 블레이크)
- 김정주 - 스캇 (리사 로빈스)
- 정기항 - 롱스트리트 (제임스 그린)
- 이호인
- 문지현
- 김영훈
- 이재용
- 성완경

## 기타
- 원조: 돈 자코비
- Line PD: 폴 헬러먼
- 공동제작: 앤드류 허쉬
- 미술: 알민 간즈

## 같이 보기
- 제2차 세계 대전의 추축국의 승리